# Чарли: Живот и уметност Чарлса Чаплина
Чарли: Живот и уметност Чарлса Чаплина (енгл. Charlie: The Life and Art of Charles Chaplin) је амерички биографски документарни филм из 2003. године који је написао и режирао филмски критичар Ричард Шикел.
Филм истражује лични и професионални живот британског глумца, комичара и филмског редитеља Чарлија Чаплина, као и његово наслеђе и утицај. Приповеда Сидни Полак заједно са многим холивудским личностима које се појављују у филму и говоре о Чаплину, укључујући Роберта Даунија Млађег, Нормана Лојда, Била Ирвина, Вудија Алена, Џонија Депа, Ричарда Атенбороа, Мартина Скорсезеа, Милоша Формана, Марсела Марсоа, Дејвида Раксина, Клер Блум, Дејвида Томсона, Ендрју Сарис, Џенин Бејсинџер и Чаплинову децу Џералдин, Мајкл и Сидни Чаплин.
Документарац такође има користи од увида кључних Чаплинових биографа Дејвида Робинсона и Џефрија Венса.
Приказан је на Канском филмском фестивалу 2003. године, а након тога премијерно 25. маја 2003. године у Сједињеним Државама.

## Радња
У хронолошком редоследу, документарац истражује рад Чарлија Чаплина и расветљава контроверзе везане за његов лични живот.

## Пријем
Након премијере на Канском филмском фестивалу 2003. године, филм је добио углавном позитивне критике. Веб-сајт Rotten Tomatoes извештавао је да је 95% од 19 филмских критичара дало филму позитивну рецензију, са просечном оценом од 7,5 од 10. На сајту Metacritic, који додељује средњу оцену од 100 критика филмских критичара, филм има просечну оцену од 80, на основу 8 рецензија, што указује да је „генерално повољан“.
Алан Хантер у својој рецензији за Screen International, назвао је филм „Једноставном мешавином говорних глава и обимних филмских исечака, то је свеобухватан водич за почетнике у овој теми.“
Меган Леман из Њујорк поста је рекла да је филм „претрпан“ у позитивнм смислу“, Овен Глиберман је писајући позитивну рецензију за Entertainment Weekly рекао да је „Природа неме комедије била да та комедија буде таква да се не може чути.“ Дејвид Стратон из магазина Variety описао је филм као темељно истражен и изузетно информативан преглед живота и рада једне од великих личности светске кинематографије, Чарли Чаплина, те да је незаобилазан за љубитеље биоскопа.“